# Chicago Bears
O Chicago Bears é um time profissional de futebol americano baseado em Chicago, Illinois. Os Bears competem na National Football League (NFL) como um membro da divisão norte da National Football Conference (NFC). Os Bears ganharam nove títulos da NFL, incluindo um Super Bowl, e detêm o recorde da NFL para os mais consagrados no Hall da Fama e para mais números aposentados. Os Bears também registraram mais vitórias do que qualquer outra franquia da NFL.
A franquia foi fundada em Decatur, Illinois, em 17 de setembro de 1920, e mudou-se para Chicago em 1921. É uma das duas únicas franquias remanescentes da fundação da NFL em 1920, juntamente com o Arizona Cardinals, que originalmente também era em Chicago. A equipe jogou em casa no Wrigley Field no lado norte de Chicago durante a temporada de 1970; eles agora jogam no Soldier Field, próximo ao Lago Michigan. Os Bears têm uma rivalidade de longa data com o Green Bay Packers.
A sede da equipe, Halas Hall, fica no subúrbio de Chicago, em Lake Forest, Illinois. Os Bears treinam em instalações adjacentes durante a temporada. Desde 2002, os Bears realizaram seu treinamento anual, do final de julho até meados de agosto, no Ward Field, no campus da Olivet Nazarene University, em Bourbonnais, Illinois.
Em 2023, os Bears foram avaliados em US$ 7 bilhões de dólares, sendo a quinta franquia mais valiosa da NFL.

## História

### 1920-1939: primeiros anos
"Em 1919, [o Clube de Fellowship da empresa] formou um time de futebol, eles tinham se saído bem contra outras equipes locais, mas queriam transformá-los em uma equipe que pudesse competir com sucesso com as melhores equipes semi-profissionais e industriais do país... O Sr. Chamberlain perguntou se eu gostaria de vir para Decatur. e trabalhar para a Staley Company."
— George Halas, no livro Halas by Halas.

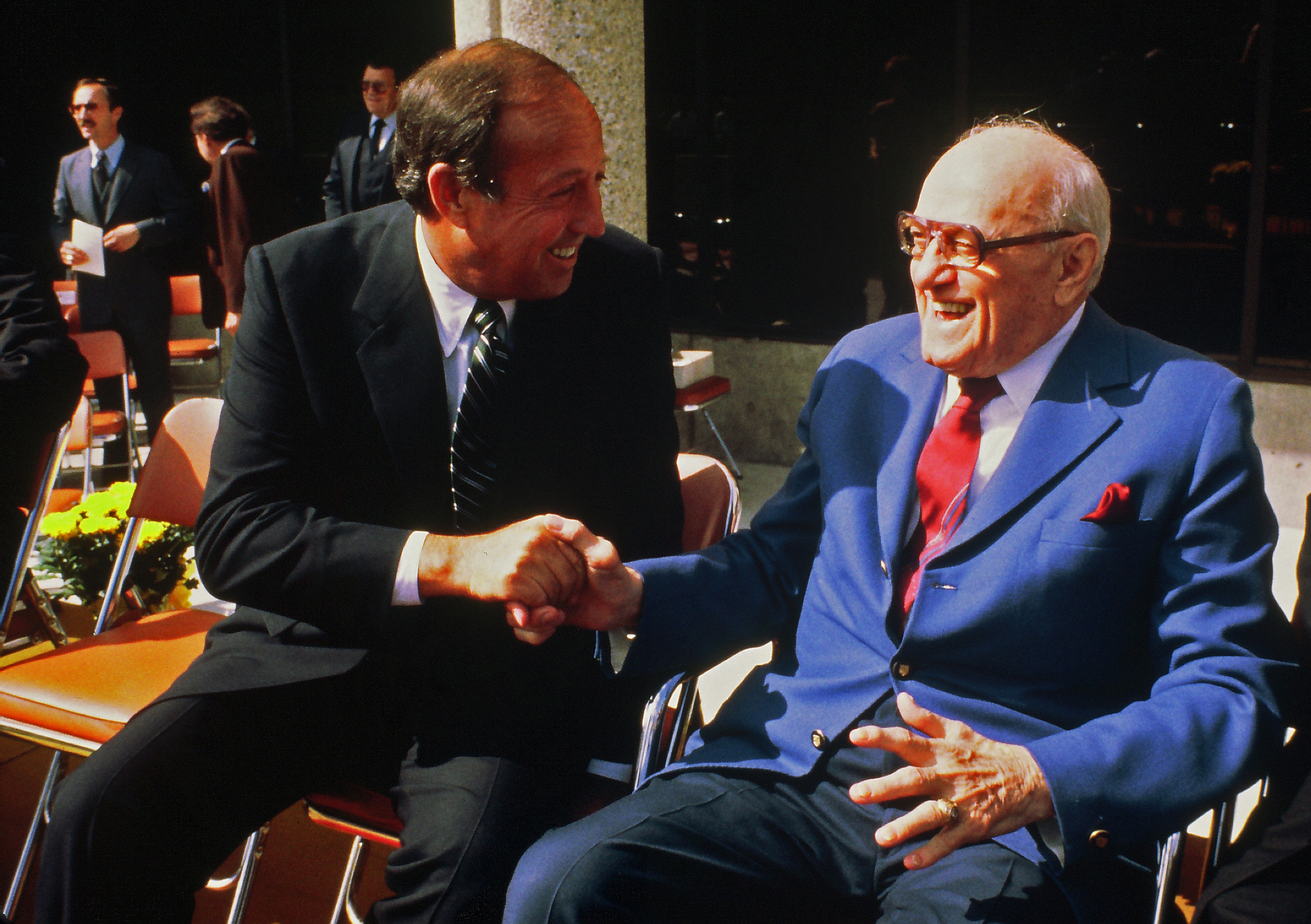
O fundador da equipe, George Halas (à direita) com o comissário da NFL, Pete Rozelle

Originalmente chamado de Decatur Staleys, o clube foi criado pela empresa de amido alimentar A. E. Staley de Decatur, Illinois, em 1919, como uma equipe da empresa. Este foi o início típico de várias franquias de futebol americano profissional. A empresa contratou George Halas e Edward "Dutch" Sternaman em 1920 para dirigir o time. A temporada de 1920 de Decatur Staleys foi a sua temporada inaugural completada na recém-formada American Professional Football Association (mais tarde renomeada National Football League em 1922).
O controle total da equipe foi entregue a Halas e Sternaman em 1921. A equipe oficial e os recordes da liga citam Halas como o fundador quando ele assumiu a equipe em 1920, quando se tornou um membro fundador da NFL.
A equipe se mudou para Chicago em 1921, onde o clube foi renomeado para Chicago Staleys. Sob um acordo alcançado por Halas e Sternaman com Staley, Halas comprou os direitos do clube de Staley por US $ 100.
Em 1922, Halas mudou o nome do time de Staleys para Bears. A equipe mudou-se para o Wrigley Field, que abrigava a franquia de beisebol, Chicago Cubs. Tal como acontece com várias franquias da NFL, os Bears tiraram seu apelido do time de beisebol da cidade (alguns diretamente, alguns indiretamente - como os Bears, cujos jovens são chamados de "Cubs"). Halas gostou das cores laranja e azul da Universidade de Illinois e os Bears adotaram essas cores como se fossem suas, embora em um tom mais escuro.
O Staleys/Bears dominou a liga nos primeiros anos. Sua rivalidade com o Chicago Cardinals, o mais velho da NFL (e um rival entre 1920 e 1959), foi fundamental em quatro dos seis primeiros títulos da liga. Durante os primeiros seis anos da liga, os Bears perderam duas vezes para o Canton Bulldogs (que conquistaram dois títulos da liga durante esse período) e tiveram um recorde de 4-4-2 contra o seu rival Cardinals, nenhum outro time da liga derrotou os Bears mais de uma vez.
A rivalidade dos Bears com o Green Bay Packers é uma das mais antigas e mais célebres dos esportes profissionais americanos, que remontam a 1921 (os Green Bay Packers eram uma equipe independente até ingressarem na NFL em 1921). Em um incidente infame naquele ano, Halas expulsou os Packers da liga a fim de impedir a contratação de um jogador em particular, e então, graciosamente, eles foram readmitidos depois que o Bears fechou o contrato com aquele jogador.

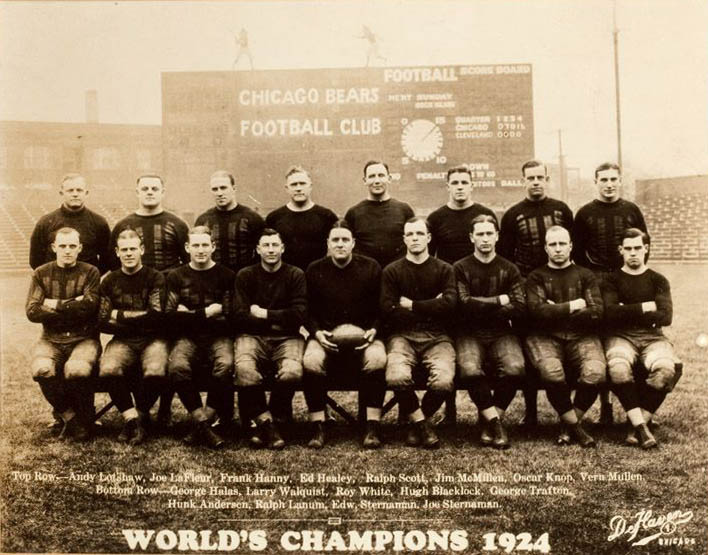
A foto da equipe de 1924

A franquia foi um sucesso inicial sob o comando de Halas, vencendo o título da NFL em 1921 e permanecendo competitivo ao longo da década. Em 1924, o Bears conquistou o título depois de derrotar o Cleveland Bulldogs em 7 de dezembro e colaram o título de "Campeões do Mundo" em sua foto da equipe de 1924. Mas a NFL havia decidido que os jogos depois de 30 de novembro não contavam para a classificação da liga e os Bears tiveram que se contentar com o segundo lugar atrás de Cleveland. Sua única temporada com mais derrotas do que vitórias veio em 1929.
Durante a década de 1920, o clube foi responsável por desencadear a regra da NFL de que um jogador não poderia ser contratado até que se formasse na faculdade. A NFL tomou essa ação como consequência da contratação do famoso Red Grange, da Universidade de Illinois, no dia de seu último jogo como colegial.
Apesar de muito do sucesso em campo, os Bears eram uma equipe em apuros. Eles enfrentaram o problema do aumento dos custos operacionais e do atendimento simplificado. Os Bears atraíram apenas 5.000-6.000 torcedores por jogo, enquanto um jogo da Universidade de Chicago atraia de 40.000 a 50.000 torcedores por jogo. Ao adicionar o Red Grange do futebol americano universitário, os Bears sabiam que encontravam algo para atrair mais fãs para seus jogos. C.C. Pyle foi capaz de garantir um contrato de $ 2.000 por jogo para Grange, e em um dos primeiros jogos, os Bears derrotaram o Green Bay Packers por 21-0. No entanto, Grange ficou de fora enquanto aprendia as jogadas do time do quarterback dos Bears, Joey Sternaman. Mais tarde, em 1925, os Bears participaram de uma excursão, atraindo 75.000 pessoas para ver Grange liderar os Bears para uma vitória de 17-7 sobre o Los Angeles Tigers, que formaram uma equipe rápida de estrelas da West Coast. Depois de uma derrota para San Francisco, os Bears venceram por 60-3 contra um time semi-profissional chamado Portland All Stars.
Qualquer esperança de que Grange levaria os Bears à glória em 1926 foi rapidamente frustrada. Uma conversa fracassada para renovar o contrato levou Grange a ir para o New York Yankees da AFL, propriedade de Pyle. Os Bears também perderam o quarterback Joey Sternaman, que se juntou ao Chicago Bulls da AFL. Os Bears substituíram Grange por Paddy Driscoll, uma estrela do futebol americano. Os Bears usaram o dinheiro feito na turnê de Grange para assinar com o homem que o substituiu. Grange dividiu seu tempo entre fazer filmes e jogar futebol americano. No entanto, não era hora de ter duas ligas de futebol profissionais concorrentes e a AFL desistiu após apenas uma temporada, fazendo Grange voltar para os Bears.
Após as perdas financeiras da temporada de 1932, o parceiro de Halas, Dutch Sternaman, deixou a organização. Halas manteve o controle total dos Bears até sua morte em 1983. Ele também treinou a equipe por quarenta temporadas, um recorde da NFL. No campeonato "não oficial" de 1932 da NFL, os Bears derrotaram o Portsmouth Spartans por 9-0 no primeiro jogo de futebol americano coberto no estádio de Chicago.
O sucesso do jogo dos playoffs levou a NFL a instituir uma final. Na Final da NFL, os Bears jogaram contra os New York Giants, derrotando-os por 23-21. As equipes se encontraram novamente na Final da NFL de 1934, onde os Giants, usando tênis, derrotaram os Bears por 30-13 em um dia frio e gelado no Polo Grounds.

### Década de 1940: Os Monstros do Caminho Intermediário
De 1940 a 1947, o quarterback Sid Luckman levou os Bears a vitórias em quatro das cinco finais da NFL em que eles jogaram. A equipe adquiriu o apelido descartado da Universidade de Chicago de "Monstros do Meio do Caminho" e seu agora famoso escudo "C", bem como uma música tema recém-escrita que os declarou "O Orgulho e a Alegria de Illinois".
Uma vitória famosa durante esse período foi a sua vitória por 73-0 sobre o favorito Washington Redskins no Griffith Stadium na Final da NFL de 1940; a pontuação ainda é um recorde da NFL para resultados desequilibrados. O segredo por trás do resultado unilateral foi a introdução de uma nova formação ofensiva por Halas. A formação em T, como Halas a chamava, envolvia dois running backs em vez de um no backfield.
Luckman se estabeleceu como um dos quarterbacks mais talentosos da franquia, entre 1939 e 1950, ele estabeleceu os recordes dos Bears para mais passes para touchdowns, jardas e passes completos. Muitos dos recordes de Luckman duraram décadas antes de serem ultrapassados por Jay Cutler em 2014.

### 1950-1968: últimos anos de Halas
Após o declínio ao longo da década de 1950, a equipe se recuperou em 1963 para ganhar seu oitavo título da NFL, que seria seu último até 1985. O final dos anos 60 e início dos anos 70 produziu jogadores notáveis como Dick Butkus, Gale Sayers e Brian Piccolo, que morreu de carcinoma embrionário em 1970. A rede de televisão americana ABC transmitiu um filme sobre Piccolo em 1971, intitulado Brian's Song, estrelando James Caan e Billy Dee Williams nos papéis de Piccolo e Sayers respectivamente; Jack Warden ganhou um prêmio Emmy por sua atuação como Halas. O filme foi posteriormente lançado para exibições de teatro após ser exibido pela primeira vez na televisão. Apesar das carreiras do Hall of Fame, Butkus e Sayers também teriam suas carreiras interrompidas devido a lesões.
Halas se aposentou como treinador em 1967 e passou o resto de seus dias nos bastidores da equipe. Ele se tornou a única pessoa a se envolver com a NFL nos primeiros 60 anos de sua existência. Ele também foi membro da primeira turma de indução do Pro Football Hall of Fame em 1963. Como o único fundador vivo da NFL na fusão de fevereiro de 1970 entre a NFL e a American Football League, os proprietários homenagearam Halas elegendo-o como o primeiro presidente da National Football Conference, cargo que ocupou até sua morte em 1983. Em sua homenagem, a NFL nomeou o troféu da NFC Championship como o George Halas Memorial Trophy.

### 1969-1982: Lutas

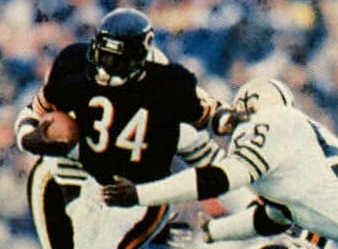
Payton estabeleceu vários recordes durante sua carreira de 13 temporadas com os Bears

Após a fusão, os Bears terminaram a temporada de 1970 no último lugar da sua divisão, uma repetição da sua colocação na temporada de 1969. Em 1975, os Bears selecionaram Walter Payton, da Universidade Estadual de Jackson, como a primeira escolha do draft. Ele ganhou o prêmio de MVP da NFL na temporada de 1977-78. Payton iria ultrapassar o recorde de corrida de Jim Brown em 1984 e manteria a marca até 2002, quando Emmitt Smith, do Dallas Cowboys, superou a marca. A carreira e a personalidade de Payton conquistariam os corações dos fãs do Bears, que o chamavam de "doçura". Ele morreu de uma forma rara de câncer de fígado em 1999, aos 45 anos de idade.
Em 1 de novembro de 1983, um dia após a morte de George Halas, sua filha mais velha, Virginia McCaskey, assumiu a posição de proprietária majoritária da equipe, seu marido, Ed McCaskey, foi escolhido como presidente do conselho e seu filho Michael se tornou o terceiro presidente da história da equipe. Sra. McCaskey detém o título honorário de "secretária do conselho de administração", mas a matriarca de 90 anos tem sido chamada de "a cola que mantém a franquia em conjunto".
O reinado da Sra. McCaskey como dona do Bears não foi planejado, já que seu pai originalmente indicou seu irmão, George "Mugs" Halas Jr. como o herdeiro da franquia, no entanto, ele morreu de um ataque cardíaco em 1979. Seu impacto na equipe é bem conhecido, como sua própria família apelidou de "A Primeira Dama dos Esportes", e o Chicago Sun-Times listou-a como uma das mais mulheres poderosas.

### 1983-1985: Campeões do Super Bowl

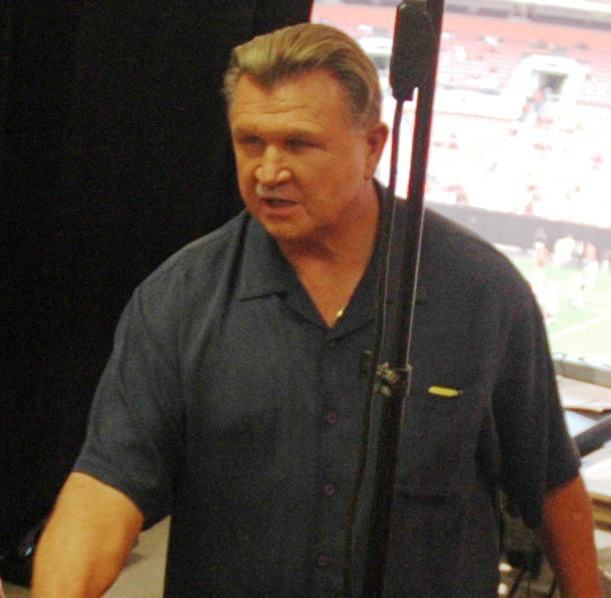
Mike Ditka, membro do Hall da Fama dos Bears, é a única pessoa na era moderna a vencer o título da NFL como jogador e técnico do Chicago Bears.

Mike Ditka, um tight end dos Bears de 1961 a 1966, foi contratado para treinar o time por George Halas em 1982. Sua personalidade corajosa lhe valeu o apelido de "Iron Mike". A equipe chegou a Final da NFC em 1984 mas perderam para o San Francisco 49ers por 23-0.
Na temporada de 1985, o fogo na rivalidade entre Bears e Packers foi reaquecido quando Ditka usou o Defensive tackle de 142 kg, Willam "Refrigerator" Perry, como running back em uma jogada de touchdown no Lambeau Field, contra os Packers. Os Bears venceram o seu nono título da NFL, o primeiro desde a fusão AFL-NFL, no Super Bowl XX, após a temporada de 1985 em que eles dominaram a NFL com sua então revolucionária defesa.

### 1986–2003: Pós-super bowl
Depois da temporada de 1985, os Bears permaneceram competitivos durante os anos 80, mas não conseguiram retornar ao Super Bowl sob o comando de Ditka. Entre o despedimento de Ditka e a contratação de Lovie Smith, os Bears tiveram dois treinadores principais, Dick Jauron e Dave Wannstedt. Embora ambos os treinadores tenham liderado o time para os playoffs uma vez (Wannstedt em 1994 e Jauron em 2001), nenhum deles conseguiu acumular um recorde de vitórias ou trazer os Bears de volta ao Super Bowl. Portanto, a década de 1990 foi amplamente considerada uma decepção.
Antes de os Bears contratarem Jauron em janeiro de 1999, Dave McGinnis (coordenador defensivo do Arizona e ex-assistente dos Bears com Ditka e Wannstedt) desistiu de assumir o cargo de treinador principal. Os Bears agendaram uma entrevista coletiva para anunciar a contratação antes que McGinnis concordasse. Logo após a contratação de Jauron, a Sra. McCaskey demitiu seu filho Michael como presidente, substituindo-o por Ted Phillips e promovendo Michael a presidente do conselho. Phillips, o atual presidente dos Bears, tornou-se o primeiro homem fora da família Halas-McCaskey a dirigir o time.

### 2004–2012: Era Lovie Smith
Lovie Smith, contratado em 15 de janeiro de 2004, é o terceiro treinador pós-Ditka. Juntando-se aos Bears como treinador novato, Smith trouxe consigo o tão bem sucedido esquema defensivo Tampa 2 para Chicago. Antes de sua segunda temporada com os Bears, a equipe recontratou seu ex-coordenador ofensivo e o então técnico de Illinois, Ron Turner, para melhorar o ataque dos Bears.
Em 2005, os Bears venceram sua divisão e chegaram aos playoffs pela primeira vez em quatro anos. Os Bears melhoraram seu sucesso na temporada seguinte, conquistando seu segundo título consecutivo da NFC North e vencendo Seattle Seahawks e New Orleans Saints nos playoffs para ganhar uma viagem ao Super Bowl XLI. No entanto, eles ficaram aquém do campeonato, perdendo por 29-17 para o Indianapolis Colts. Após a temporada de 2006, o clube decidiu conceder a Smith uma extensão do contrato até 2011, com cerca de US $ 5 milhões por ano, se tornando o treinador mais bem pago da NFL.
O clube já disputou mais de mil jogos desde que se tornou membro fundador da NFL em 1920. Durante a temporada de 2010, eles lideraram a NFL na história com 704 vitórias e tiveram um recorde geral de 704–512–42. Em 18 de novembro de 2010, a franquia Bears registrou a vitória de número 700 contra o Miami Dolphins.

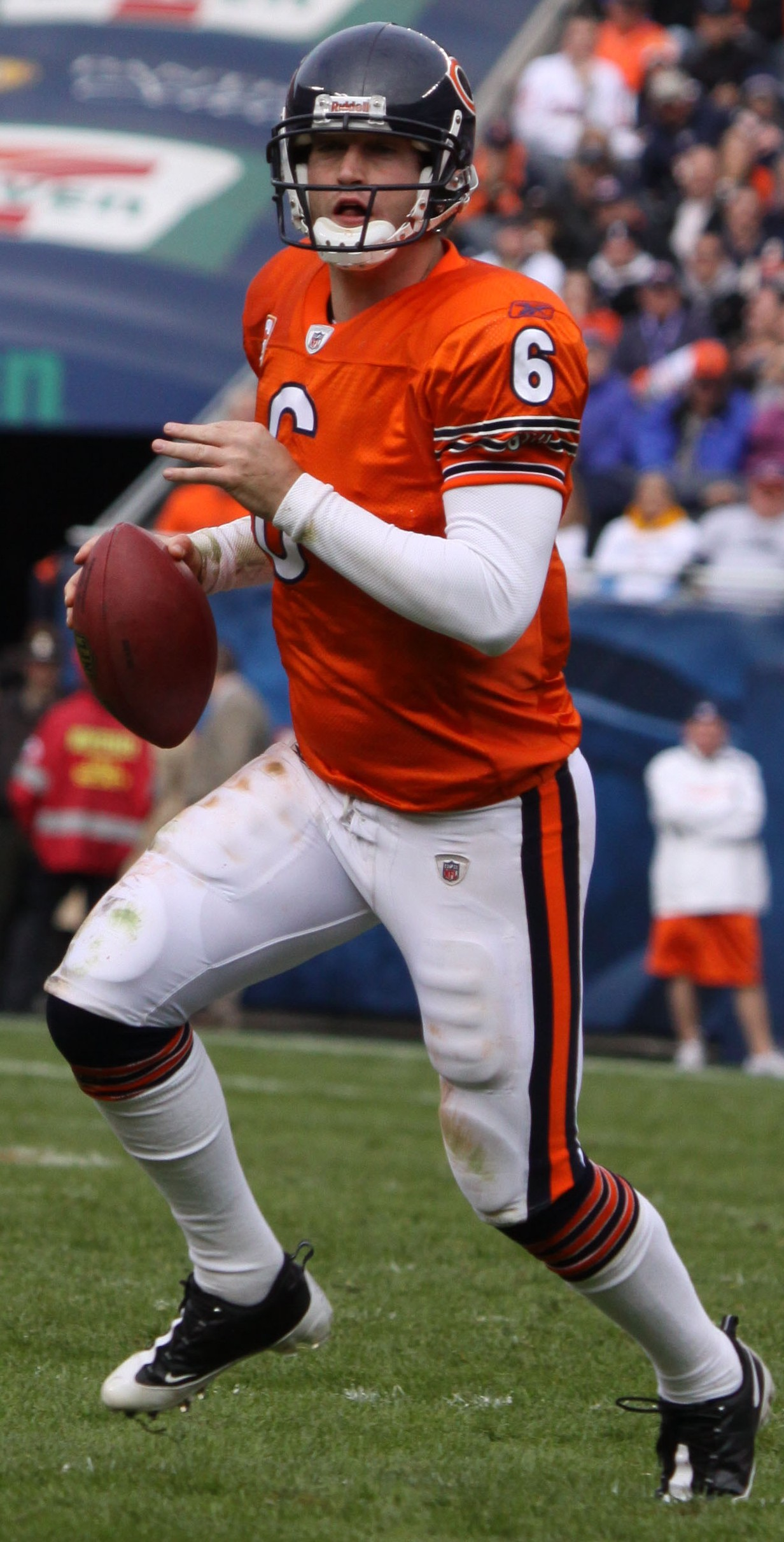
Os Bears fizeram um dos maiores negócios na história da equipe ao adquirir o quarterback Jay Cutler em 2009.

Os Bears fizeram um dos maiores negócios na história da franquia, adquirindo o quarterback Jay Cutler do Denver Broncos em troca de Kyle Orton e escolhas de draft em 2 de abril de 2009. Depois de uma decepcionante campanha na temporada de 2009 com o time tendo um recorde de 7-9, Mike Martz foi contratado como coordenador ofensivo da equipe em 1 de fevereiro de 2010.
Em 5 de março de 2010, os Bears assinaram com Julius Peppers, Chester Taylor e Brandon Manumaleuna, gastando mais de $ 100 milhões no primeiro dia de free agency. Também durante a offseason de 2010, Michael McCaskey foi substituído pelo irmão George McCaskey como presidente dos Bears. Em seu primeiro jogo de playoff desde o Super Bowl XLI, os Bears derrotaram o Seattle Seahawks por 35-24 no Divisional Round dos playoffs de 2010. Os Bears chegaram ao NFC Championship Game, onde jogaram contra o Green Bay Packers no Soldier Field - apenas o segundo encontro de playoffs entre os dois rivais, o único outro jogo disputado foi em 1941. Os Bears perderam o jogo por 21-14.
A equipe começou a temporada de 2011 forte com um recorde de 7-3, eventualmente, o quarterback Jay Cutler fraturou o polegar e Matt Forté também se machucou. Com Caleb Hanie jogando como quarterback, a equipe perdeu cinco jogos e terminaram com um recorde de 8-8. No final da temporada, o gerente geral Jerry Angelo foi demitido e o ex-diretor de olheiros, Phil Emery, foi contratado. O coordenador ofensivo Mike Martz demitiu-se e acabou se aposentando, sendo substituído por Mike Tice.
Na temporada de 2012, os Bears não foram para os playoffs com um recorde de 10-6 (após iniciar a temporada com um recorde de 7-1, a primeira equipe a começar com esse recorde e não ir para os playoffs desde o Washington Redskins de 1996) e o treinador Lovie Smith foi demitido em 31 de dezembro.

### 2013–2014: Era Marc Trestman
O então treinador da CFL e ex-agente da NFL, Marc Trestman, foi contratado para suceder Smith depois de uma pesquisa exaustiva que incluiu pelo menos 13 candidatos conhecidos. Em 20 de março de 2013, o mandato de 13 anos de Brian Urlacher com os Bears terminou quando ambos os lados falharam em concordar com um contrato.
A era Trestman começou em 8 de setembro com uma vitória por 24-21 sobre o Cincinnati Bengals, tornando Trestman o quarto treinador principal na história do Bears a vencer em sua estreia como treinador, depois de George Halas (1920), Neill Armstrong (1978) e Dick Jauron (1999). Os Bears terminaram a temporada com um recorde de 8-8 em 2013.
A temporada seguinte foi um desastre para os Bears, com a equipe permitindo jogos de 50 pontos em duas semanas seguidas contra os Patriots e os Packers, incluindo 42 pontos e seis touchdowns permitidos no primeiro tempo contra o último, para se tornar o primeiro time desde o Rochester Jeffersons em 1923 a permitir pelo menos 50 pontos em jogos consecutivos. Os Bears terminaram o ano com um recorde de 5-11. Trestman e Emery foram demitidos após o término da temporada.

### 2015–2017: Era John Fox
Os Bears contrataram Ryan Pace, do New Orleans Saints, para ser seu novo gerente geral em 8 de janeiro de 2015. Em 16 de janeiro de 2015, John Fox aceitou um contrato de quatro anos para se tornar o técnico principal. Na primeira temporada de Fox como treinador principal, o USA Today projetou que os Bears venceriam três jogos mas eles dobraram o total e terminaram a temporada com um recorde de 6-10, incluindo uma vitória no Dia de Ação de Graças sobre os Packers no Lambeau Field.
No entanto, durante a temporada de 2016, os Bears regrediram pesadamente, compilando um recorde de 3-13, o pior recorde desde a mudança da NFL para 16 jogos em 1978. A temporada incluiu várias lesões em jogadores importantes, incluindo Jay Cutler, que jogou apenas cinco jogos como resultado de duas lesões. O quarterback reserva da equipe, Brian Hoyer, iniciaria os próximos três jogos antes de sair por causa de um braço quebrado e foi substituído por Matt Barkley, que fez seu primeiro jogo na carreira com os Bears. Nenhum dos três quarterbakcs retornou para a temporada de 2017.
No Draft de 2017, a equipe selecionou o quarterback Mitchell Trubisky com a segunda escolha geral, que foi banco do recém-contratado Mike Glennon nos quatro primeiros jogos antes de assumir o comando. Os Bears terminaram a temporada com um recorde de 5-11 e novamente terminaram em último na NFC North. Em 1 de janeiro de 2018, Fox foi demitido, terminando seu mandato em Chicago com um recorde de 14-34.

### 2018 – 2021: Era Matt Nagy
Em janeiro de 2018, Matt Nagy, coordenador ofensivo do Kansas City Chiefs, foi contratado como novo treinador dos Bears. Na semana anterior ao início da temporada regular, os Bears adquiriram o linebacker Khalil Mack em uma troca com o Oakland Raiders, assinando um contrato de 6 anos no valor de $ 141 milhões, fazendo de Mack o jogador defensivo mais bem pago na história da NFL no momento.

## Propriedade

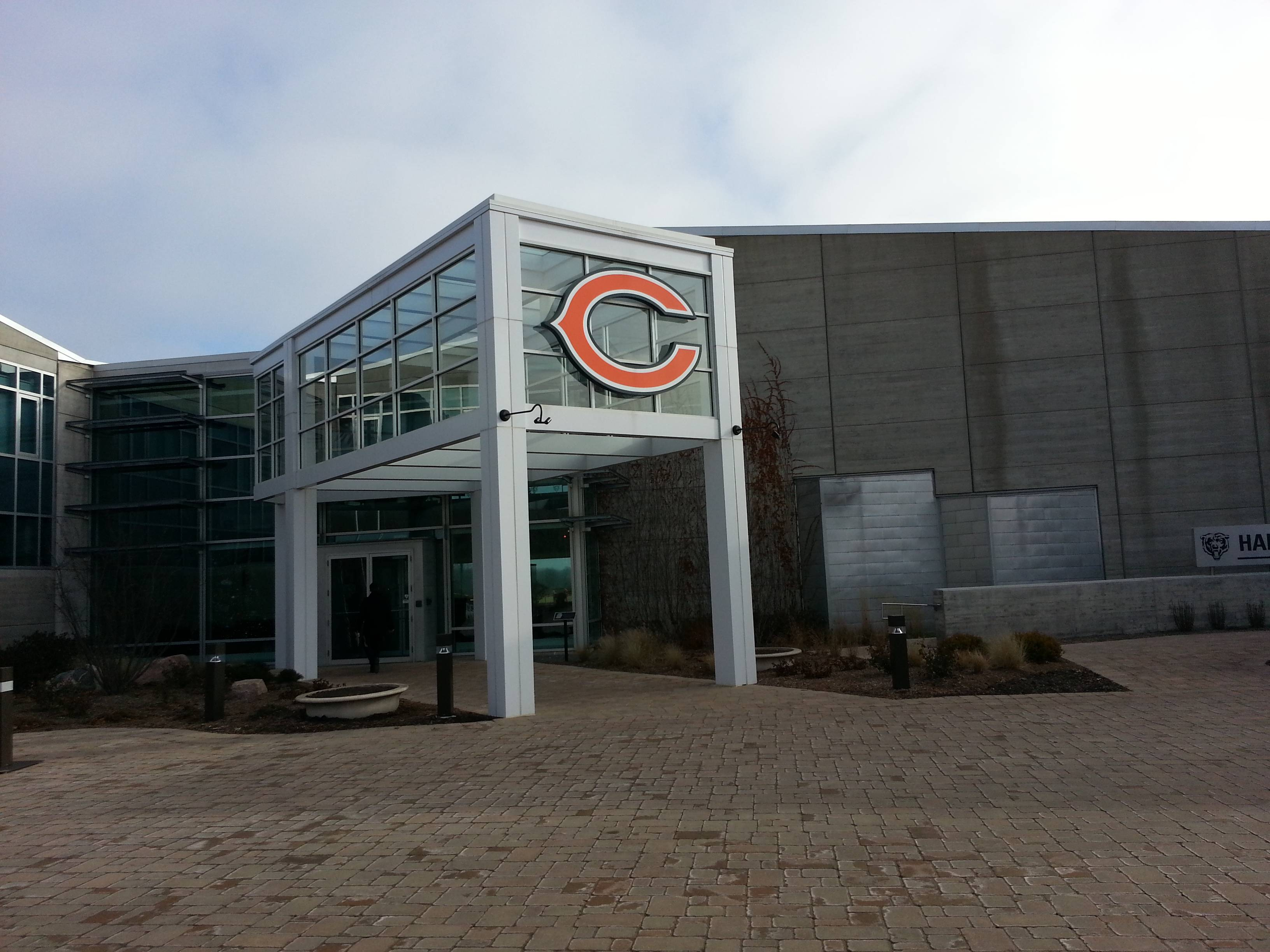
Halas Hall, em Lake Forest, Illinois, é a sede dos Bears.

Virginia Halas McCaskey, seus filhos e netos controlam 80% da equipe, e a Sra. McCaskey vota as ações de seus filhos, assim como as dela. Patrick Ryan, presidente executivo da Aon Corp e o diretor da Aon, Andrew McKenna, possuem 19,7% do clube.
Em 2009, o Yahoo! Sports listou McCaskeys como o terceiro pior dono de franquia da NFL, afirmando "[Eles] recebem menos pelo que têm do que qualquer time da nossa liga". Houve rumores de que a família McCaskey poderia se separar da equipe.
Em 2023, a revista Forbes informou que a franquia vale US$ 6,3 bilhões, tornando-se a quinta franquia mais rica da NFL. Chicago é o terceiro maior mercado de mídia dos Estados Unidos.

## Patrocínios
A equipe tem grandes acordos de patrocínio com a Dr Pepper Snapple Group, a Miller Brewing Company, a PNC Financial Services, a United Airlines, a Verizon, a Xfinity e a Proven IT.
A equipe foi a primeira na NFL a ter um patrocinador na temporada de 2004 anunciada como "Bears Football apresentado pelo BankOne (agora Chase)". Além disso, os Bears têm um acordo com a WFLD (a estação operada e operada pela Fox em Chicago) para transmitir jogos de futebol na pré-temporada.

## Cultura

### Mascotes e líderes de torcida

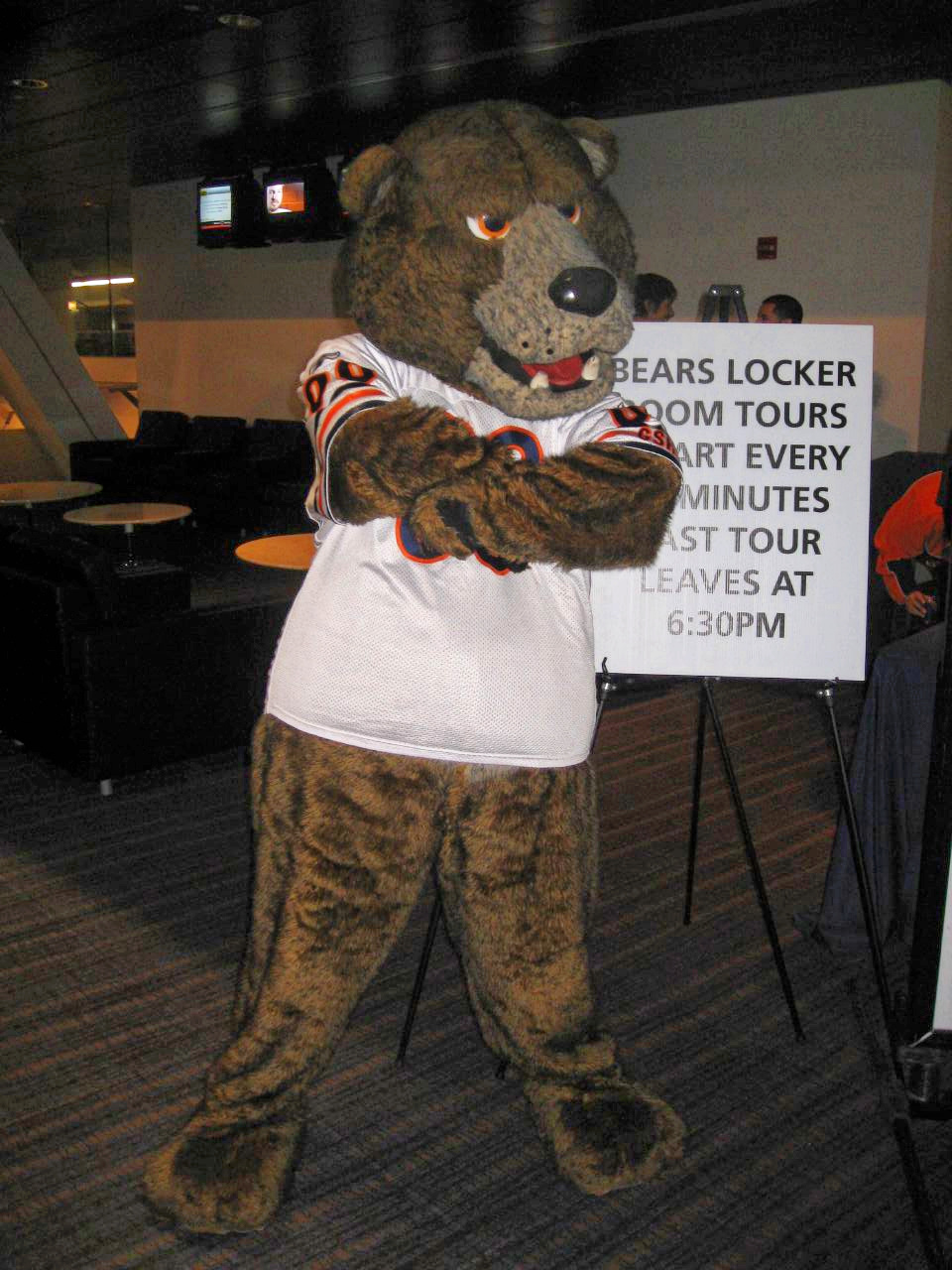
Staley Da Bear em 2008.

Antes da temporada de 2003, a equipe tinha dois mascotes não oficiais chamados "Rocky" e "Bearman". "Rocky" era um homem que vestiu uma camiseta número 1 dos Bears, carregou um megafone e começou a cantar em todo o Soldier Field durante os anos 1970, 1980 e início dos anos 90, de uma forma similar ao Fireman Ed. Não existe nenhuma fonte conhecida de quem "Rocky" foi, e presumivelmente atualmente vive no noroeste de Indiana. Don Wachter, também conhecido como "Bearman", é um detentor de ingresso de temporada que decidiu em 1995 que ele também poderia ajudar a equipe de líderes de torcida, semelhante ao Rocky. O clube permitiu que ele atravessasse o campo com uma grande bandeira dos Bears durante as apresentações dos jogadores e em cada pontuação do time. Em 1996, ele vestiu sua "fantasia" de pintura facial, cabeça e braços de urso e uma camisa número 46. "Bearman" foi forçado a parar de usar seu traje com a introdução de Staley Da Bear em 2003; no entanto, em 2005, Wachter foi autorizado a vestir-se novamente.
Staley Da Bear é um urso antropomórfico com uma camisa nº 00 personalizada, com olhos azuis e laranja, sinônimo das cores principais da equipe. Seu nome é homônimo da empresa de processamento de milho AE Staley, que fundou a franquia dos Bears em 1919. Como Rocky e Bearman, ele entretém os fãs doss Bears, mas como outros mascotes da NFL e mascotes em geral, Staley também faz várias visitas a eventos de caridade, festas e outros eventos relacionados com os Bears, bem como participar em vários jogos com suas "bolas de pêlo" contra times de futebol juvenil no intervalo.
A equipe também teve seu próprio time de líderes de torcida chamado Chicago Honey Bears. No entanto, a proprietária dos Bears, Virginia Halas McCaskey, os rescindiu depois da temporada de 1985. Os uniformes da líderes de torcida mudaram 3 vezes: de 1977 a 1979 era uma roupa branca com mangas azul-marinho, de 1980 a 1984 também era uma roupa branca, mas com mangas cor-de-laranja e a marinha foi levada para a guarnição e na temporada final da equipe em 1985, o uniforme foi redesenhado com um colete laranja de lantejoulas.

### Filantropia
Desde 1998, os Bears têm parceria com o 'A Safe Place', um abrigo de pessoas que sofreram violência doméstica em Waukegan, Illinois. Em junho de 2017, funcionários atuais e antigos dos Bears ajudaram com as reformas no abrigo: pintando paredes, demolindo uma cozinha e construindo uma cerca. Os Bears também forneceram apoio financeiro ao longo dos anos.

## Rivalidades

### Green Bay Packers
O Green Bay Packers são os maiores rivais dos Bears desde o início de sua equipe em 1920. O Green Bay Packers atualmente têm a liderança da série de todos os tempos por 97-94-6.
As equipes se encontraram duas vezes na pós-temporada, os Bears venceram em 1941 por 33-14 e os Packers venceram em 2011 por 21-14.
O primeiro encontro das equipes foi uma vitória dos Bears (conhecidos como Staleys na época) em 1921 por 20-0. Os Packers reivindicaram sua primeira vitória sobre os Bears em 192 por, 14-10. O confronto de 1924 foi notável por apresentar a primeira expulsão de jogadores em um jogo na história da NFL, com Frank Hanny dos Bears e Walter Voss dos Packers sendo expulsos por socar um ao outro.

### Minnesota Vikings
Chicago e Minnesota se enfrentaram no jogo inaugural dos Vikings, com os Vikings derrotando os Bears em uma goleada de 37-13, e Minnesota atualmente lidera a série de todos os tempos em 60-53-2.

### Detroit Lions
O Detroit Lions e os Bears se enfrentaram desde o início dos Lions em 1930, quando eram conhecidos como Portsmouth Spartans, com os Spartans vencendo por 7-6 e Chicago vencendo o segundo encontro por 14-6. Desde então, os Bears lideraram a série de todos tempos por 99-74-5.
A rivalidade cresceu em 1932, quando os Bears e os Spartans se encontraram no primeiro jogo da pós-temporada na história da NFL, com os Bears vencendo o jogo por 9-0.

## Estádio

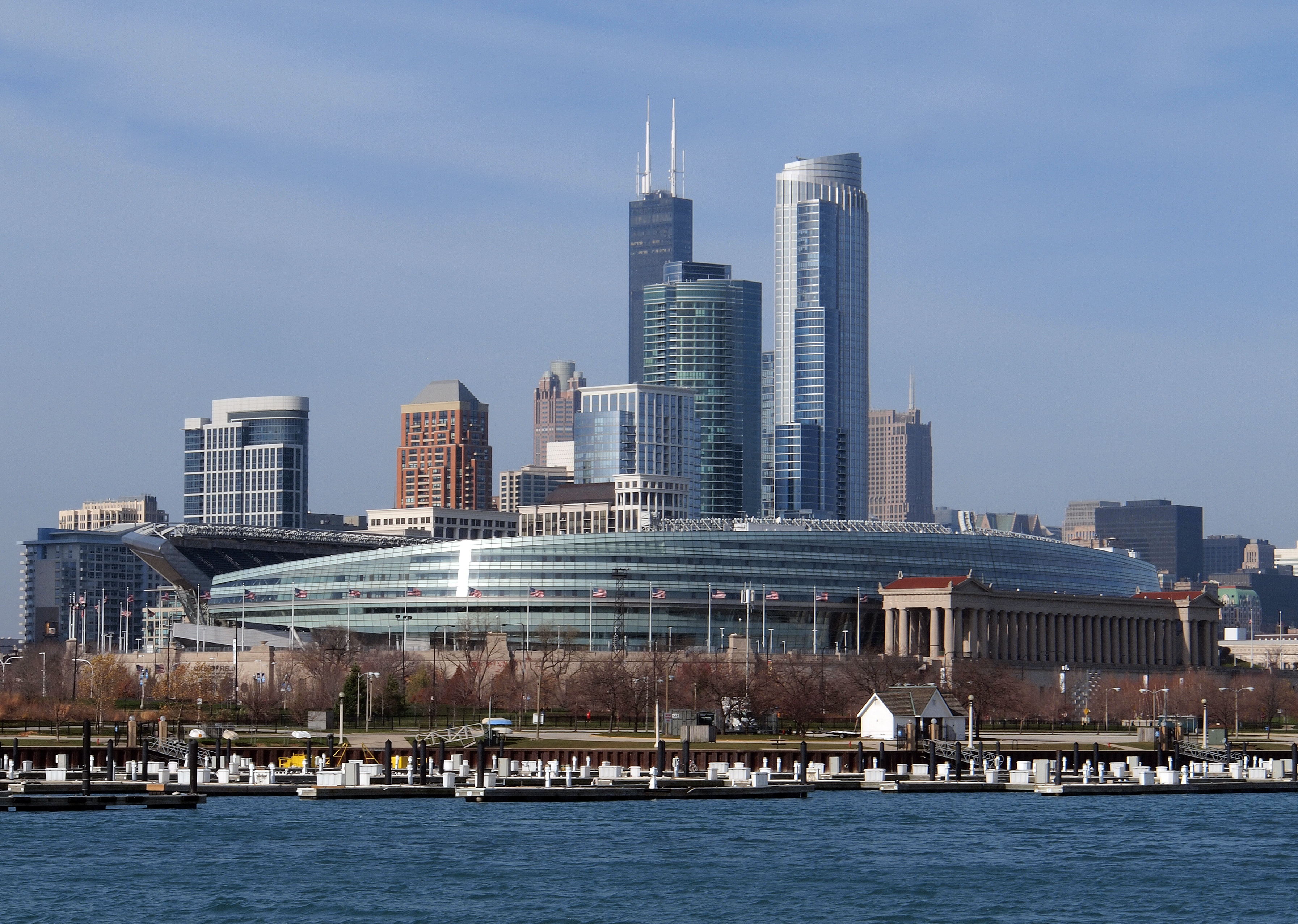
Soldier Field em 2011, visto da margem do lago

O Soldier Field, localizado na Lake Shore Drive em Chicago, é o atual estádio dos Bears. Os Bears se mudaram para o Soldier Field em 1971. Após a fusão AFL-NFL, a liga recém-fundida queria que suas equipes jogassem em estádios que poderiam ter pelo menos 50.000 torcedores. Mesmo com as arquibancadas portáteis que a equipe trouxe, o estádio ainda poderia ter apenas 46.000. O campo do Soldier Field foi mudado de grama natural para astroturf antes da temporada de 1971 e depois de volta para a grama natural a tempo para o início da temporada de 1988. O estádio foi o local do infame jogo de playoff do Fog Bowl entre os Bears e os Philadelphia Eagles.
Em 2002, o estádio foi fechado e reconstruído com apenas a parede externa do estádio sendo preservada. Foi fechado no domingo, 20 de janeiro de 2002 e reaberto em 27 de setembro de 2003 após uma reconstrução completa (a segunda na história do estádio). Muitos fãs referem-se ao estádio reconstruído como "New Soldier Field". Durante a temporada de 2002, os Bears fizeram seus jogos em casa no Memorial Stadium da Universidade de Illinois.
Muitos críticos têm opiniões negativas sobre o novo estádio. Eles acreditam que sua estrutura atual tornou mais uma monstruosidade do que um marco; alguns o apelidaram de "Erro no Lago". Soldier Field foi despojado de sua designação National Historic Landmark em 17 de fevereiro de 2006.
As zonas finais e o meio-campo do estádio não foram pintados até a temporada de 1982. O design esportivo no campo incluía a palavra em negrito "Chicago" em ambas as extremidades. Em 1983, o design da zona final retornou, com a adição de um grande logotipo "C" pintado no meio-campo. Estas marcações de campo permaneceram inalteradas até a temporada de 1996. Em 1996, o "C" do meio-campo foi mudado para uma grande cabeça azul de urso e o design da zona final foi pintado com "Bears" em letra cursiva. Este novo design permaneceu até a temporada de 1999, altura em que foi devolvida ao clássico "Chicago" e ao "C". No novo Soldier Field, a obra de arte foi ajustada para onde uma zona final tinha a palavra "Chicago" em negrito e a outra tinha "Bears".

## Na cultura popular

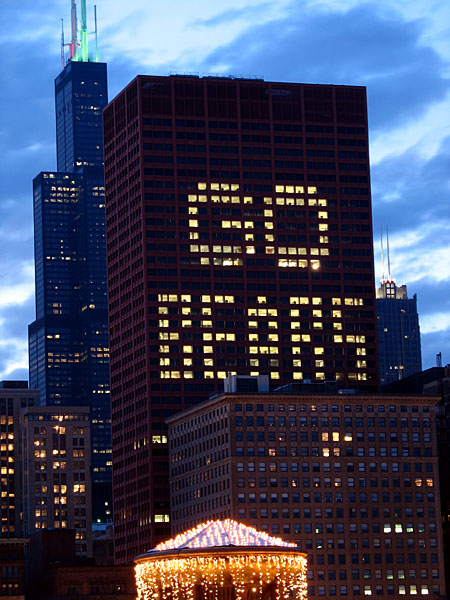
O CNA Center em Chicago exibe uma vitrine "GO BEARS"

Os Bears participaram do filme de 1971, Brian's Song, estrelado por Billy Dee Williams como Gale Sayers e James Caan como Brian Piccolo. O filme contou como Piccolo ajudou Sayers a se recuperar de uma lesão devastadora no joelho para retornar ao seu status como um dos melhores jogadores da liga, e como Sayers, por sua vez, ajudou a família Piccolo durante a doença fatal de Brian. Um remake de 2001 do filme na ABC estrelou Sean Maher como Piccolo e Mekhi Phifer como Sayers.
A equipe dos Bears de 1985 é lembrada por gravar a música "The Super Bowl Shuffle", que alcançou o número 41 na Billboard Hot 100 e foi indicada ao Grammy. O videoclipe da música descreve o rap da equipe dizendo que eles "não estão aqui para começar nenhum problema", mas "apenas aqui para fazer o Shuffle do Super Bowl". A equipe arriscou-se ao gravar e lançar a música antes mesmo dos playoffs começarem, mas foi capaz de evitar o embaraço ao ganhar o Super Bowl XX com um placar de 46-10, um recorde na época. Esse jogo foi um dos eventos de televisão mais assistidos da história, de acordo com o sistema de classificações da Nielsen; o jogo teve uma classificação de 48.3, classificando-o em 7º lugar na história da televisão de todos os tempos.
Além do rap "Super Bowl Shuffle", o sucesso dos Bears na década de 1980 - e especialmente a personalidade do treinador Mike Ditka - inspirou uma esquete recorrente no programa americano de comédias, Saturday Night Live, chamado "Superfãs de Bill Swerski". O esquete parou depois que Ditka foi demitido em 1993. O esquete geralmente mostrava os participantes bebendo muita cerveja e comendo muitas linguiças polonesas. O esquete também apresenta o elenco prevendo vitórias irrealistas para os jogos dos Bears.
Em programas de TV baseados em Chicago, como The Bob Newhart Show, Married... with Children, Family Matters, Still Standing, According to Jim, Early Edition e The Bernie Mac Show, os personagens principais são todos fãs dos Bears.
O sucesso e a popularidade de Ditka em Chicago o levaram a ocupar os cargos de analista em vários programas de futebol americano. Ditka trabalhou tanto na NFL on NBC da NBC quanto na NFL Today da CBS, e atualmente trabalha na Sunday NFL Countdown da ESPN. Ditka também co-estrelou ao lado do ator Will Ferrell na comédia de 2005, Kicking & Screaming.
Além disso, Ditka, Dick Butkus, Walter Payton, Jim McMahon e Brian Urlacher estão entre os membros dos Bears conhecidos por suas aparições em comerciais de TV. Urlacher, cuja camisa estava entre os campeões de vendas da liga em 2002, participou de comerciais da Nike junto com o ex-quarterback do Atlanta Falcons, Michael Vick.
Em 1961, o curta de animação da Hanna-Barbera, "Rah Rah Bear", o Yogi Bear ajuda os Bears a vencer o New York Giants. Os Bears foram mais tarde retratados em um episódio da versão cinematográfica de 1985 da sitcom da NBC, Punky Brewster, onde os Bears estão jogando com o Green Bay Packers.
Clark Griswold (Chevy Chase), da série National Lampoon's Vacation, aparece em algumas cenas usando um boné azul-marinho com rotulação laranja do Chicago Bears. Ele usa o mesmo boné do Chicago Bears em todos os quatro filmes de férias.

## Estatísticas e registros
Patrick Mannelly detém o recorde de mais temporadas com os Bears com 16. Por outro lado, Steve McMichael detém o recorde de mais jogos consecutivos com 191; ele conseguiu o feito de 1981 a 1993. Em segundo lugar está Walter Payton, que jogou 186 jogos de 1975 a 1987 como running back, uma posição considerada propícia a lesões, perdendo apenas um jogo em um período de 13 temporadas.
O kicker Robbie Gould tornou-se o líder de pontuação de todos os tempos dos Bears, marcando 1.166 pontos de 1985 a 1995. Walter Payton detém o recorde de mais jardas terrestres com 16.726.
A equipe de 1940 do Chicago Bears detém o recorde de maior margem de vitória em um jogo da NFL (playoff ou temporada regular) com uma vitória de 73-0 sobre o Washington Redskins na Final da NFL de 1940. A maior vitória em casa dos Bears veio em um placar de 61-7 contra o Green Bay Packers em 1980. A maior derrota na história foi por 52-0 contra o Baltimore Colts em 1964. O clube registrou temporadas regulares invictas em 1934 e 1942, mas (ao contrário dos Dolphins de 1972) não ganhou o títulos em nenhuma das duas temporadas. Em 1934, o clube completou um recorde de 13-0, mas foi derrotado pelo New York Giants, e em 1942 o clube completou um recorde de 11-0, mas foi derrotado pelos Redskins.
George Halas detém o recorde de mais temporadas como treinador com 40 e mais vitórias na carreira com 324. O recorde de vitórias de Halas ficou até Don Shula ultrapassar em 1993. Nenhum outro treinador do Bears registrou mais de 100 vitórias com a equipe.
Durante a temporada de 2006, o especialista em retorno Devin Hester estabeleceu vários recordes de retorno. Ele atualmente detém o recorde de mais jardas com 2.261. Ele teve seis retornos de touchdown, estabelecendo um recorde em uma única temporada. Além disso, Hester estabeleceu um recorde no Super Bowl ao se tornar o primeiro jogador a retornar um chute inicial de um Super Bowl para um touchdown. Em 20 de dezembro de 2010, Hester estabeleceu um recorde da NFL para mais touchdowns em um retorno de punt ou kickoff com seu 14º TDs contra o Minnesota Vikings.
Em 2012, Charles Tillman estabeleceu o recorde de mais fumble forçado em um único jogo com 4 contra o Tennessee Titans. Tillman e companheiro de equipe Lance Briggs se tornou o primeiro par na história da NFL para retornar uma interceptação para um touchdown em jogos consecutivos contra o Jacksonville Jaguars e o Dallas Cowboys.

### Recordes

#### Recordes em uma temporadas
Passando
- Jardas passadas: 3,838 – Erik Kramer (1995)
- Passes para touchdowns: 29 – Erik Kramer (1995)
- Passes completados: 370 – Jay Cutler (2014)
- Passes tentados: 561 – Jay Cutler (2014)
- Passe mais longo completo: 98 jardas – Billy Wade (1961)

Correndo
- Jardas terrestres: 1,852 – Walter Payton (1977)
- Corridas: 381 – Walter Payton (1977)
- Touchdowns terrestres: 14 – Walter Payton (1979 e 1977) e Gale Sayers (1965)
- Mais longa corrida: 86 jardas – Bill Osmanski (1939)
- Jardas terrestres por jogo: 132,3 jardas – Walter Payton (1977)

Recebendo
- Recepções: 118 – Brandon Marshall (2012)
- Jardas recebidas: 1,508 – Santana Moss (2005)
- Touchdowns recebidos: 13 – Dick Gordon (1970) e Ken Kavanagh (1947)

Retornos
- Mais retornos de Punt: 57 – Lew Barnes (1986) e Jeff Fisher (1984)
- Mais longo punt retornado: 95 jardas – Johnny Bailey (1990)
- Mais longo kickoff retornado: 103 jardas – Gale Sayers (1967)

Chutes
- Field goals: 33 – Robbie Gould (2015)
- Extra Points convertidos: 52 – Roger LeClerc (1965)
- Punts: 114 – Bob Parsons (1981)
- Jardas no Punt: 4,638 – Brad Maynard (2004)

#### Recordes na carreira
- Jardas passadas: 23,443 - Jay Cutler (2009–2016)
- Passes para touchdowns: 154 - Jay Cutler (2009–2016)
- Jardas terrestres: 16,726 - Walter Payton (1975–1987)
- Touchdowns terrestres: 110 - Walter Payton (1975–1987)
- Recepções: 492 - Walter Payton (1975–1987)
- Jardas recebidas: 5,059 - Johnny Morris (1958–1967)
- Passes interceptados: 38 - Gary Fencik (1976–1987)
- Field goals: 387 - Kevin Butler (1985–1995)
- Pontos: 1,207 - Robbie Gould (2005–2015)
- Total touchdowns: 125 - Walter Payton (1975–1987)
- Média de retorno de punt: 46,0 - Tipp Mooney (1944–1945)
- Média de retorno de Kickoff: 36,4 - Clarence Childs (1968)
- Sacks: 124.5 - Richard Dent (1983–1995)
- Tackles: 1,040 - Brian Urlacher (2000–2012)
- Vitórias (treinador): 318 - George Halas (1920-1967)

## Jogadores

### Elenco Atual
Predefinição:Elenco do Chicago Bears

### Pro Football Hall of Fame
No Hall da Fama do Futebol Profissional, os Bears têm os membros principais mais sagrados, com 28. O fundador, dono, treinador e jogador, George Halas, o quarterback Bronko Nagurski e Red Grange fizeram parte da turma original dos induzidos em 1963. A franquia viu 14 pessoas serem introduzidas no Hall of Fame de 1963 a 1967. O linebacker Brian Urlacher, que passou toda a sua carreira na equipe, é o mais recente introduzido como parte da classe de 2018.
| Classe | Introdução          | Posição                       | Temporadas                    | Notes   |
| ------ | ------------------- | ----------------------------- | ----------------------------- | ------- |
| 1963   | George Halas        | Fundador/Dono Treinador TE/DE | 1920–83 40 temporadas 1920–28 | [ 107 ] |
| 1963   | Bronko Nagurski     | HB/OT/LB                      | 1930–37 1943                  | [ 108 ] |
| 1963   | Harold (Red) Grange | HB/CB                         | 1925 1929–34                  | [ 109 ] |
| 1964   | Ed Healey           | OT/DT                         | 1922–27                       | [ 110 ] |
| 1964   | William R. Lyman    | OT/DT                         | 1926–28 1930–31 1933–34       | [ 111 ] |
| 1964   | George Trafton      | C/DT                          | 1920–21 1923–32               | [ 112 ] |
| 1964   | Jimmy Conzelman     | QB                            | 1920                          | [ 113 ] |
| 1965   | Paddy Driscoll      | QB/DB/K Treinador             | 1926–29                       | [ 114 ] |
| 1965   | Dan Fortmann        | OG/DT                         | 1936–43                       | [ 115 ] |
| 1965   | Sid Luckman         | QB/CB                         | 1939–50                       | [ 116 ] |
| 1965   | Guy Chamberlin      | End/DE                        | 1920–21                       |         |
| 1966   | George McAfee       | HB/DB                         | 1940–41 1945–50               | [ 117 ] |
| 1966   | Bulldog Turner      | C/DT                          | 1940–52                       | [ 118 ] |
| 1966   | Walt Kiesling       | OG                            | 1934                          | [ 119 ] |
| 1967   | Joe Stydahar        | OT/DT                         | 1936–42 1945–46               | [ 120 ] |
| 1967   | Bobby Layne         | QB                            | 1948                          | [ 121 ] |
| 1971   | Bill Hewitt         | TE/DE                         | 1932–36                       | [ 122 ] |
| 1974   | Bill George         | LB                            | 1952–65                       | [ 123 ] |
| 1975   | George Connor       | OT/LB                         | 1948–55                       | [ 124 ] |
| 1977   | Gale Sayers         | HB                            | 1965–71                       | [ 125 ] |
| 1979   | Dick Butkus         | LB                            | 1965–73                       | [ 126 ] |
| 1981   | George Blanda       | QB                            | 1949 1950–58                  | [ 127 ] |
| 1982   | Doug Atkins         | DE                            | 1955–66                       | [ 128 ] |
| 1982   | George Musso        | OT/G                          | 1933–44                       | [ 129 ] |
| 1988   | Mike Ditka          | TE Treinador                  | 1961–66 1982–92               | [ 130 ] |
| 1988   | Alan Page           | OL/DL                         | 1978–81                       | [ 131 ] |
| 1991   | Stan Jones          | OT                            | 1954–65                       | [ 132 ] |
| 1993   | Walter Payton       | HB                            | 1975–87                       | [ 133 ] |
| 1995   | Jim Finks           | GM                            | 1974–82                       | [ 134 ] |
| 1998   | Mike Singletary     | LB                            | 1981–92                       | [ 135 ] |
| 2002   | Dan Hampton         | DE                            | 1979–90                       | [ 136 ] |
| 2011   | Richard Dent        | DE                            | 1983–93 1995                  | [ 137 ] |
| 2016   | Orlando Pace        | OT                            | 2009                          |         |
| 2016   | Dick Stanfel        | Treinador de linha ofensiva   | 1981–92                       |         |
| 2018   | Brian Urlacher      | LB                            | 2000–12                       |         |

### Números retirados
Os Bears se aposentaram 14 números, que é o maior número na NFL, e ocupa a quarta posição nos esportes americanos atrás do Boston Celtics (22), New York Yankees (21) e Montreal Canadiens (15). Os Bears aposentaram a camisa número 89 de Mike Ditka em 9 de dezembro de 2013, esse foi o último número que os Bears aposentaram.
| #3                                                | #5                                               | #7                                                   | #28                                      | #34                                        | #40                                       | #41                                             |
| Bronko Nagurski FB/LB/T 1930–1937, 1943 Minnesota | George McAfee RB/DB/PR 1940–1941, 1945-1950 Duke | George Halas End/HC Dono/Fundador 1920-1983 Illinois | Willie Galimore RB 1957–1963 Florida A&M | Walter Payton RB 1975–1987 Jackson State   | Gale Sayers RB/KR 1965–1971 Kansas        | Brian Piccolo RB/FB 1965–1969 Wake Forest       |
| #42                                               | #51                                              | #56                                                  | #61                                      | #66                                        | #77                                       | #89                                             |
| Sid Luckman QB/DB/P 1939–1950 Columbia            | Dick Butkus MLB 1965–1973 Illinois               | Bill Hewitt End 1932–1936 Michigan                   | Bill George MG/MLB 1952–1965 Wake Forest | Clyde Turner C/LB 1940–1952 Hardin-Simmons | Red Grange RB/DB 1925, 1929–1934 Illinois | Mike Ditka TE/HC 1961–1966 1982–1992 Pittsburgh |